# Kepler-37 b
 (février 2013).
Si vous disposez d'ouvrages ou d'articles de référence ou si vous connaissez des sites web de qualité traitant du thème abordé ici, merci de compléter l'article en donnant les références utiles à sa vérifiabilité et en les liant à la section « Notes et références ».
Kepler-37 b est une exoplanète en orbite autour de l'étoile Kepler-37 dans la constellation de la Lyre, à ∼ 209 a.l. (∼ 64,1 pc) de la Terre. À ce jour, c'est la plus petite exoplanète jamais découverte (PSR B1257+12 D exclue), avec une taille légèrement supérieure à celle de la Lune. Elle est plus proche de son étoile que Mercure du Soleil (Mercure qui est la première planète dans notre système solaire) cela signifie qu’elle est très chaude donc sans eau liquide à sa surface et donc sans vie. C’est une planète rocheuse.

## Découverte
Kepler-37 b, de même que deux autres planètes, Kepler-37 c et Kepler-37 d, a été découverte autour de l'étoile Kepler-37 par le télescope spatial Kepler, qui observe les transits astronomiques. Afin d'obtenir sa taille exacte, les astronomes ont dû la comparer avec celle de son étoile au moyen de l'astérosismologie, et Kepler-37 est la plus petite étoile étudiée à l'aide de ce procédé. Ces études ont permis d'obtenir la taille de la planète avec « une précision extrême ». À ce jour, il s'agit de la plus petite planète découverte en dehors du Système solaire. La découverte d'une planète comme Kepler-37b mène Jack J. Lissauer, un expert du Ames Research Center de la NASA, à dire que « de telles petites planètes sont courantes ».

## Caractéristiques physiques

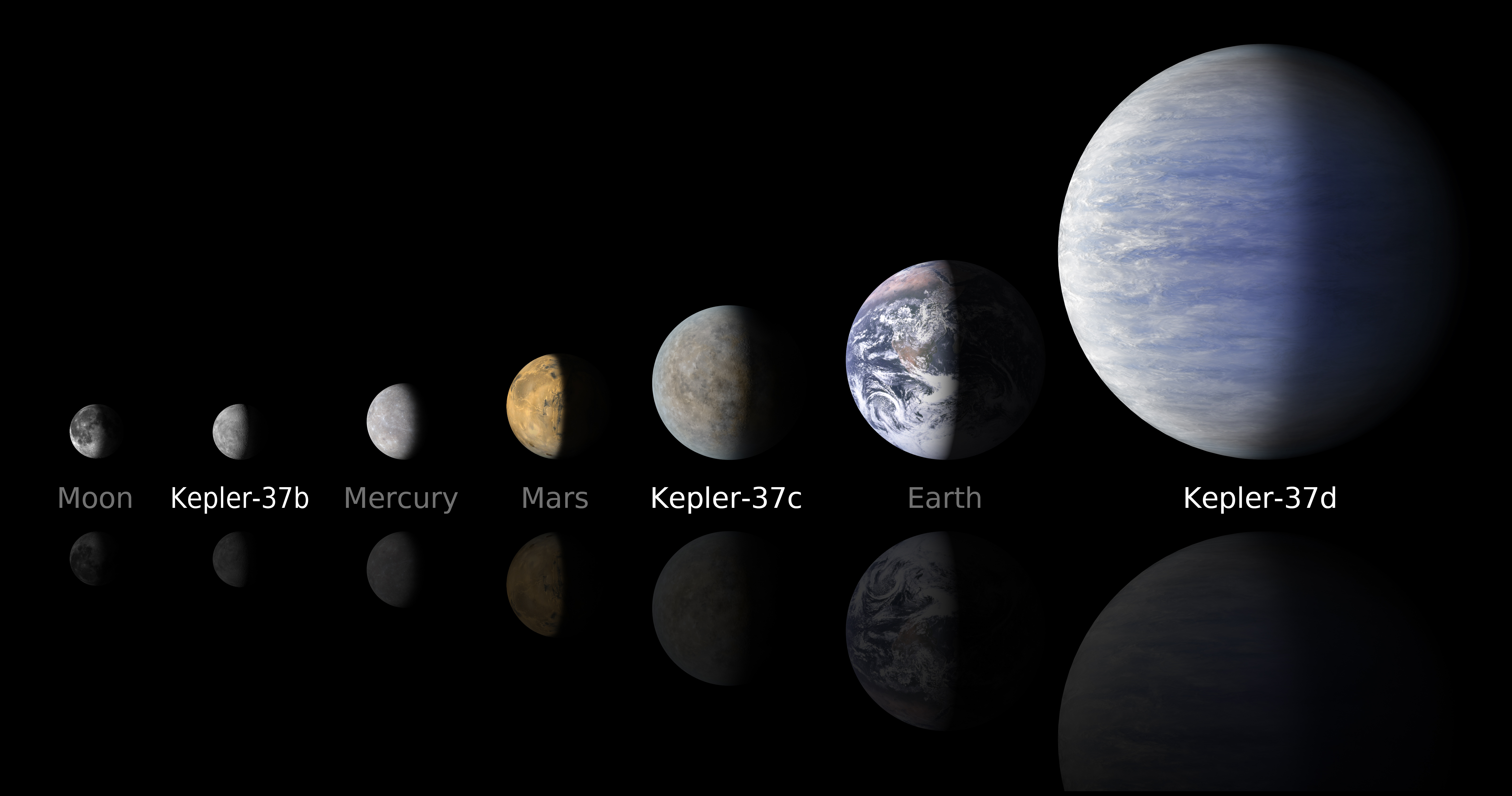
Comparaison des exoplanètes du système planétaire Kepler-37 avec quelques astres telluriques du système solaire : Kepler-37b est la deuxième en partant de la gauche.

La planète, située à environ 215 années-lumière de la Terre, est légèrement plus grande que la Lune, avec un diamètre d'environ 3 900 km. La NASA estime hautement probable que la planète n'a pas d'atmosphère et ne réunit pas les conditions nécessaires à la vie. Par ailleurs, elle est sans doute composée de matériaux rocheux. Du fait de la faible distance qui la sépare de son étoile, les scientifiques estiment que la température moyenne de cette planète est d'environ 700 kelvins (environ 425 °C).

## Caractéristiques orbitales
Kepler-37 b est la planète la plus proche de son étoile, avec une période orbitale d'environ 13 jours. Les deux planètes extérieures du système planétaire ont des périodes orbitales dans des rapports de 8:5 (21 jours) et 3:1 (40 jours) avec celle de Kepler-37 b.